# HD 191195
HD 191195，又名BD+52 2623，SAO 32286、HR 7697，是一颗恒星，视星等为5.85，位于銀經87.56，銀緯11.18，其B1900.0坐标为赤經20h 3m 35.8s，赤緯+52° 11.18′ 12″。